# Ëmëhntëhtt-Ré
Ëmëhntëhtt-Ré es el décimo álbum de estudio del grupo francés Magma. Fue lanzado el 5 de noviembre de 2009.
Esta suite es la tercera y última entrega de la trilogía Köhntarkösz, que comenzó con el álbum de 1974 del mismo nombre, y luego fue seguida por Kohntarkosz Anteria de 2004.
El álbum se publicó junto a un DVD titulado Phases, donde se muestra el proceso de grabación de la suite.

## Concepto del álbum
En el universo histórico de Magma, Ëmëhntëhtt-Ré es el tercer capítulo de la trilogía llamada Köhntarkösz. Aquí se cuenta la historia del poderoso emperador Ëmëhntëhtt-Ré quien fue asesinado en la antigüedad, y miles de años más tarde, Köhntarkösz descubre su tumba. 
Al soplar el polvo de ella, tiene una visión de Ëmëhntëhtt-Ré, siendo esta reflejada en el álbum.
Muchas piezas de este trabajo han estado presentes en Magma desde sus inicios, y se pueden encontrar en extractos de varios álbumes de estudio y en vivo. Por ejemplo, en la primera parte de la suite se combina Ëmëhntëht-Ré del álbum Hhaï de 1975 y Rindë del álbum Attahk de 1978. 
En la segunda parte, aparece Ëmëhntëht-Rê (Extrait n 'deux) y Zombies del álbum Üdü Ẁüdü de 1976, y Hhaï también del en vivo Hhaï.

## Lista de canciones
Toda la música compuesta por Christian Vander. 
| Ëmëhntëhtt-Ré |                     |          |  |
| N.º           | Título              | Duración |  |
| 1.            | «Ëmëhntëhtt-Ré I»   | 06:53    |  |
| 2.            | «Ëmëhntëhtt-Ré II»  | 22:25    |  |
| 3.            | «Ëmëhntëhtt-Ré III» | 13:06    |  |
| 4.            | «Ëmëhntëhtt-Ré IV»  | 3:54     |  |
| 5.            | «Funëhrarïum Kanht» | 4:19     |  |
| 6.            | «Sêhë»              | 0:27     |  |

## Músicos
- Stella Vander – Voces
- Isabelle Feuillebois – Voces
- Hervé Aknin – Voces
- Benoît Alziary – Vibráfono
- James MacGaw – Guitarra
- Bruno Ruder – Rhodes
- Philippe Bussonnet – Bajo
- Christian Vander – Batería, voces, piano, rhodes

junto a
- Claude Lamamy – vocals
- Marcus Linon – vocals
- Pierre-Michel Sivadier – vocals
- Himiko Paganotti – vocals
- Antoine Paganotti – vocals
- Emmanuel Borghi – piano